# 穆穆冰原島峰
77°27′S 169°4′E / 77.450°S 169.067°E
穆穆冰原島峰（英語：Mümü Nunatak），是南極洲的冰原島峰，位於羅斯島，處於托爾角西南面3.7公里，屬於凱爾山的一部分，現時由南極條約體系管理。